# Veselin Đuranović
Veselin Đuranović (Danilovgrad, 17 maggio 1925 – Podgorica, 30 agosto 1997) è stato un politico montenegrino, primo ministro e presidente della Repubblica Socialista del Montenegro e della Repubblica Socialista Federale di Jugoslavia.

## Biografia
Đuranović nacque nel villaggio di Donji Martinići, vicino a Danilovgrad, nel 1925, nell'allora Regno dei Serbi, Croati e Sloveni.
Fu presidente del Consiglio esecutivo della Repubblica Socialista del Montenegro dal 1963 al 1966 e presidente del comitato centrale della Lega dei Comunisti del Montenegro dal 1968 al 1977.
Nel 1977 passò alla politica nazionale jugoslava, e fu presidente del consiglio esecutivo (primo ministro) della Repubblica Socialista Federale di Jugoslavia dal 1977 al 1982.
Đuranović compì una visita di stato nella Repubblica Socialista Cecoslovacca nell'ottobre del 1977, incontrando il primo ministro Lubomír Štrougal.
Venne nominato presidente della Presidenza della Repubblica Socialista del Montenegro dal 1982 al 1983. Divenne poi membro della Presidenza collettiva di Jugoslavia per il Montenegro e fu presidente della Repubblica Socialista Federale di Jugoslavia dal 1984 al 1985.
Nel 1989, a seguito della rivoluzione antiburocratica, l'intero governo del Montenegro e comitato centrale del partito comunista montenegrino rassegnarono le dimissioni, Đuranović incluso. Si ritirò a vita privata a Podgorica, dove morì all'età di 72 anni nel 1997.